# Acer maximowiczianum
Acer maximowiczianum — вид клена, що зростає на сході Китаю (Аньхой, Хубей, Хунань, Цзянсі, Сичуань, Чжецзян) та в Японії (о-ви Хоншу, Кюсю, Сікоку). Росте в змішаних лісах.

## Опис
Це тонке листопадне дерево, яке досягає висоти 15–20 м, але зазвичай менше. Це трійчастий клен, споріднений з такими іншими видами, як Acer triflorum та Acer griseum, але має темно-сіру або чорнувату кору, яка не схожа на кору, що відшаровується в решти двох. Листя має 3–5 сантиметрову ніжку і три листочки; листочки довгасті, 5–15 см завдовжки і 3–6 см завширшки, з густим, м'яким запушенням і рівними краями. Жорсткі, горизонтально розповсюджені самари мають 3.5–6 сантиметрів у довжину та 1.2 сантиметри в ширину.

## Використання
Застосовується в народній медицині.

## Галерея

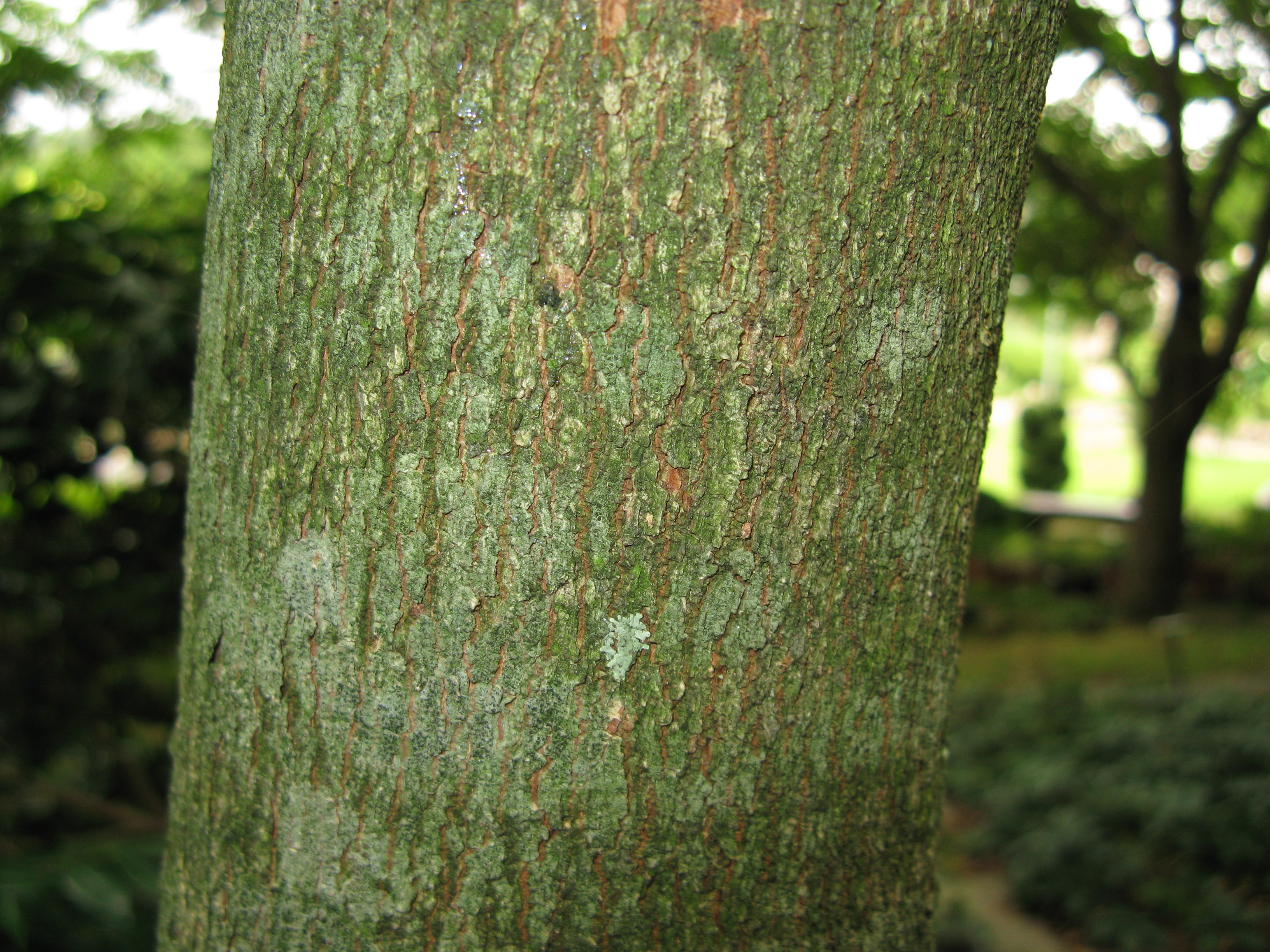
стовбур
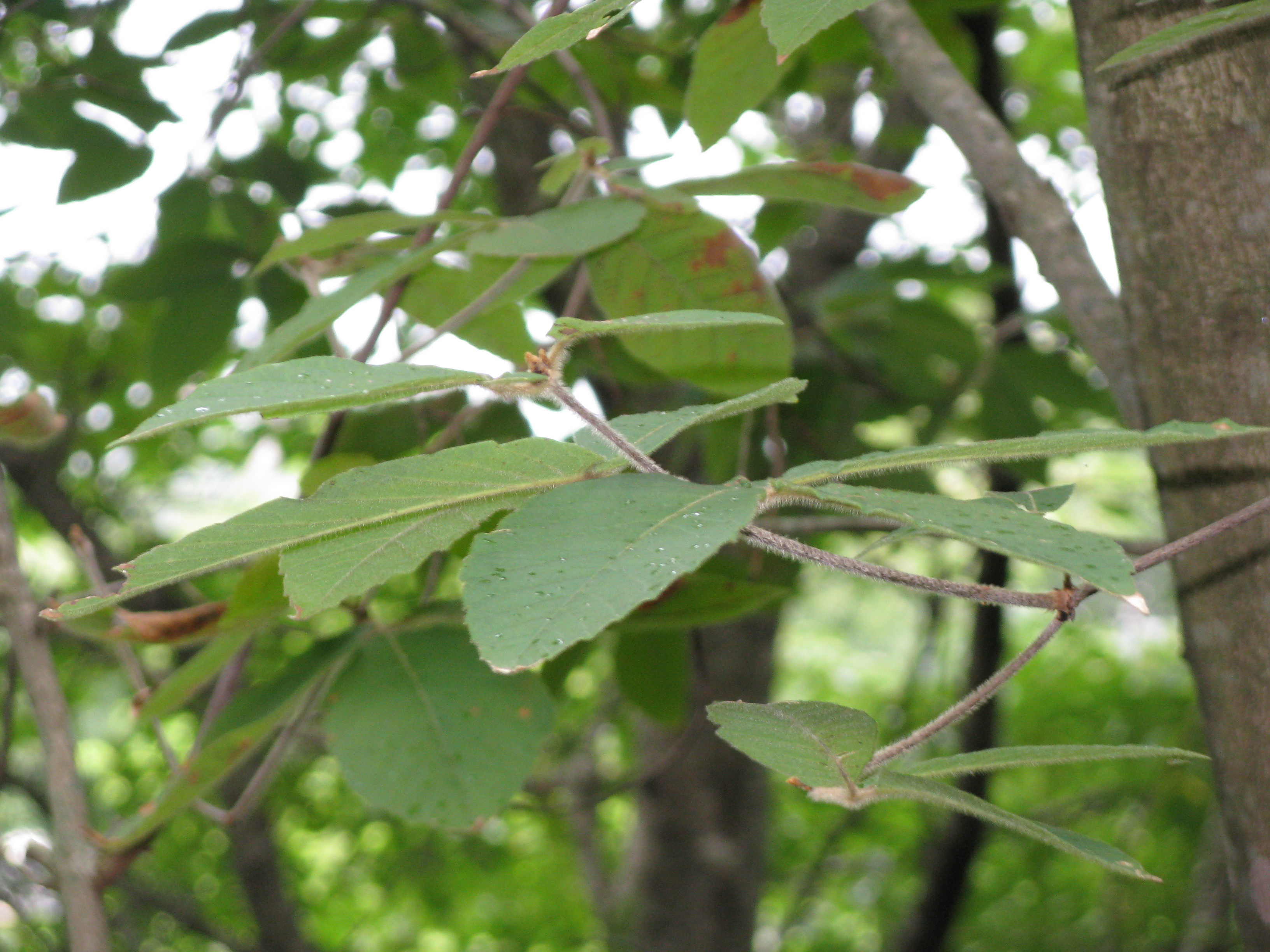
листя